# حزب الأصالة والمعاصرة
حزب الأصالة والمعاصرة (بالفرنسية: Parti authenticité et modernité) هو حزب سياسي مغربي من وسط اليسار، تم إنشاؤه في 7 أغسطس 2008 من قبل فؤاد عالي الهمة وهو اندماج لخمسة أحزاب سياسية مغربية . كان هدف الحزب هو تعزيز الحياة السياسية المغربية وأن يكون بديلًا لصعود الإسلاميين المتمثلين في العدالة والتنمية، لكنه بدأ يبتعد عن هذا التوجه بعد وصول عبد اللطيف وهبي إلى الأمانة العامة، حيث بدأ في التقارب مع حزب العدالة والتنمية.
تقود المحامية فاطمة الزهراء المنصوري الحزب منذ 2024، من خلال عملها كمنسقة للرئاسة الثلاثية للحزب.

## التأسيس
شكل فؤاد عالي الهمة، الذي سبق أن شغل منصب الوزير المنتدب في وزارة الداخلية، في بداية الأمر «حركة كل الديمقراطيين» التي لم تلبث أن تحولت إلى حزب الأصالة والمعاصرة.
تم الإعلان عن تأسيس التشكيلة الجديدة عبر بلاغ أصدره الحزب وتداولته وكالات الأنباء الدولية ونشرته صحيفة الصحراء اليومية المقربة من الحكومة يوم 9 أغسطس 2008. توفر حزب الأصالة والمعاصرة على 45 نائبا في مجلس النواب، وكان يشكل رفقة حزب التجمع الوطني للأحرار أكبر فريق في مجلس النواب بـ80 عضوا من أصل 325. بسحب دعمه للأغلبية الحكومية الحالية قبل ساعات من انطلاق الحملة الانتخابات الجماعية المغربية 2009، التي حقق فيها انتصارا كبيراً.

## الأعضاء والمهام
يضم الحزب في صفوفه فعاليات وشخصيات تنتمي إلى «حركة لكل الديمقراطيين»، وخمسة أحزاب صغيرة حلت نفسها وهي الحزب الوطني الديمقراطي (المغرب)، وحزب العهد الديمقراطي، وحزب البيئة والتنمية، ورابطة الحريات، وحزب مبادرة المواطنة والتنمية.
وحسب مؤسسيه فإن هذا الحزب الجديد «يريد التموقع داخل المشهد الحزبي انطلاقا من مبادئ وأهداف واضحة، ويطمح بروح إيجابية بناءة إلى المساهمة في رص صف كل القوى الديمقراطية قصد كسب رهانات التحديث والتنمية البشرية والتنمية المستدامة والعدالة الاجتماعية».
تضمن البلاغ أيضا لائحة المسيرين وصفاتهم داخل المكتب الوطني لحزب الأصالة والمعاصرة، حيث أنيطت الأمانة العامة للحزب لحسن بنعدي، ونال أحمد أخشيشين منصب نائب الأمين العام المكلف بالعلاقات العامة، أما فؤاد عالي الهمة وعبد الله القادري وأحمد العلمي ونجيب الوزاني وعلي بلحاج ومحمد بنحمو، فجميعهم نواب الأمين العام أعضاء لجنة العلاقات العامة، وكلف صلاح الوديع بمهمة الناطق باسم الحزب.

## انتقادات
تأسيس حزب جديد يضم في قيادته أحد المقربين من العاهل المغربي وهو فؤاد عالي الهمة الرجل السياسي الذي كان وزير داخلية قبل أن يستقيل ليترشح في الانتخابات التشريعية عام 2007 في منطقة الرحامنة شمال مراكش شابه عدة انتقادات:
- مسؤول عن العدالة والتنمية قال إن أي حزب يستند على قاعدة ملكية سيميت الحياة الديمقراطية .

## مواقف الحزب
يتبنى حزب الأصالة والمعاصرة رؤية ديمقراطية شاملة تعزز التعددية الثقافية، ويضع قضايا الحريات وحقوق المرأة في صميم توجهاته. يدعم الحزب تمكين المرأة ومشاركتها في الحياة العامة، معتبراً أن تعزيز المساواة يسهم في التنمية الاجتماعية الشاملة.
فيما يخص القضية الأمازيغية، يعبر الحزب عن التزامه بتعزيز الهوية الأمازيغية في المغرب. تأسست حركة «أكراو من أجل الأمازيغية» بإشراف رشيد بوهدوز كجزء من مبادرة تهدف إلى تنفيذ الاعتراف الدستوري باللغة الأمازيغية وتفعيل دورها في المجالات الحكومية والتعليمية والإعلامية. كما وضعت اللجنة الأمازيغية برنامج عمل طموح لدعم الأمازيغية في السياسة الوطنية، بما يشمل المطالبة باستخدامها في المؤسسات الرسمية والمجال العام.
يسعى الحزب من خلال هذه المبادرات إلى تحقيق المساواة الثقافية والاعتراف بالهوية الأمازيغية كجزء أساسي من الهوية الوطنية، وذلك ضمن رؤيته لبناء مجتمع ديمقراطي ومتعدد الثقافات.

## القيادة الثلاثية
عقد حزب الأصالة والمعاصرة مؤتمره الوطني الخامس في مدينة بوزنيقة، حيث تم انتخاب قيادة ثلاثية جديدة للحزب، تتألف من فاطمة الزهراء المنصوري، ومحمد المهدي بنسعيد، وصلاح الدين أبو الغالي. جاء هذا الانتخاب ضمن استراتيجية الحزب لتعزيز القيادة الجماعية، التي تهدف إلى تعزيز الشفافية في اتخاذ القرارات وتطوير آليات العمل الجماعي داخل الحزب، إلى جانب إشراك الشباب في القيادة السياسية.
في أكتوبر 2024، قرر المجلس الوطني للحزب، خلال دورته التاسعة والعشرين، تجميد عضوية صلاح الدين أبو الغالي بعد سلسلة من الشكايات المتعلقة بخلافات قانونية وأخلاقيات مهنية، وتم تعويضه بفاطمة السعدي في القيادة الجماعية. ويأتي هذا القرار تأكيداً لالتزام الحزب بميثاق الأخلاقيات، وتماشياً مع توجهه نحو تعزيز دور المرأة في القيادة السياسية.

## انتخابات
- حصل حزب الأصالة والمعاصرة على 21.7 من المقاعد في المجالس الجماعية بالمغرب
- فاز بـ47 مقعد في الانتخابات البرلمانية المغربية 2011

## وصلات خارجية
- الموقع الرسمي